# Königliche Akademie zu Posen
Die Königliche Akademie zu Posen war eine zu Beginn des 20. Jahrhunderts bestehende preußische Bildungsstätte mit freien Hörern in Posen. Auch in der höheren Bildung sollte das Deutschtum gestärkt werden.

## Geschichte
Nach Gründung der Technischen Hochschule Danzig (1904) war die Provinz Posen die letzte preußische Provinz ohne eigene Hochschule. Nolens volens betrieb Preußen den Ausbau der wissenschaftlichen Bildung in Posen. Am 4. November 1903 wurde die Königliche Akademie zu Posen gegründet. Sie besaß eine von Wilhelm II. (als König von Preußen) verliehene Satzung, die der Institution die Aufgabe zuwies, „das deutsche Geistesleben in den Ostmarken durch ihre Lehrtätigkeit und ihre wissenschaftlichen Bestrebungen zu fördern.“ Die Gründungsinitiative ging vor allem auf Ministerialdirektor Friedrich Althoff zurück; er leitete die Hochschulabteilung im Preußischen Ministerium der geistlichen, Unterrichts- und Medizinalangelegenheiten. Constantin Frantz wollte die Akademie aus Parteienstreit heraushalten und ihr eine internationale Vermittlungsrolle zubilligen. Zunächst sollte sie „die gebildeten Polen von Paris abziehen“.
Die Königliche Akademie, die anfangs kein eigenes Gebäude besaß, übernahm in erster Linie Fortbildungsaufgaben auf dem Gebiet der Geisteswissenschaften. Der Zweck war die Förderung der allgemeinen Bildung des deutschsprachigen Bürgertums in Posen (darunter viele Angehörige der Beamtenschaft und des Militärs); besondere Kurse dienten daneben der Lehrerfortbildung. Gründungsrektor war der Philosoph und Literaturwissenschaftler Eugen Kühnemann. Die wissenschaftliche Tätigkeit stand im Zeichen der Deutschtumspolitik, darunter das erste deutsche Institut für Osteuropäische Landeskunde und Geschichte unter der Leitung des Historikers Otto Hoetzsch. Vorlesungen und Übungen wurden angeboten in Geschichte, Nationalökonomie, Rechtswissenschaft, Volkswirtschaftslehre, Medizin, Philosophie, Pädagogik, Germanistik, Kunstgeschichte, Mathematik, Naturwissenschaften, Technik und Musikwissenschaft. Englische Lektoren erteilten englische Sprachkurse. Inmitten polnischen Stammlands fehlte Slawistik. Diplome oder gar Promotionen waren nicht möglich. Streng genommen war die Akademie kaum mehr als eine großstädtische Volkshochschule.

## Bau

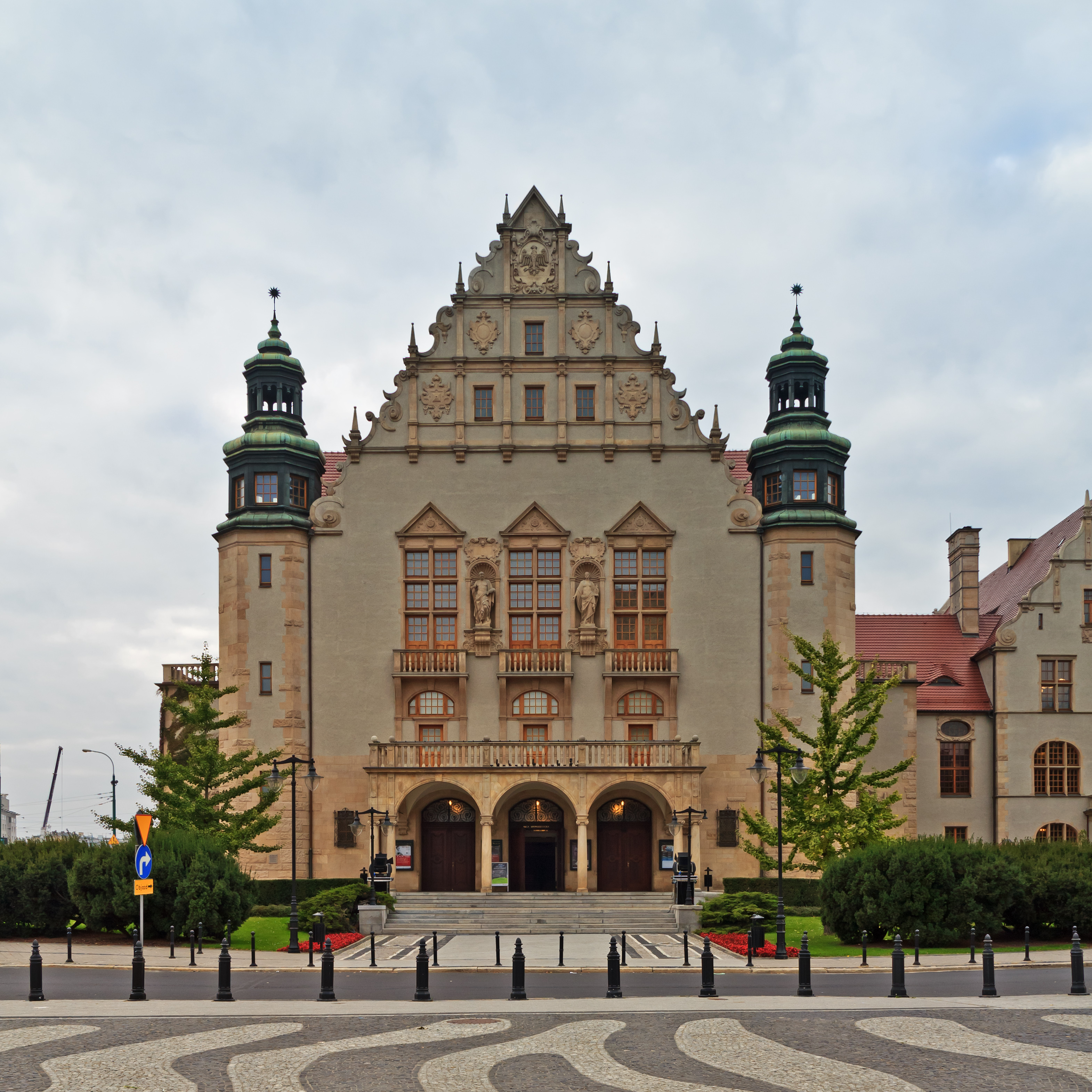
Die Königliche Akademie, seit 1919 Aula der Universität Posen

Von 1905 bis 1910 entstand nach dem Entwurf des Baurates Eduard Fürstenau ein repräsentativer Bau im Stil der Neorenaissance mit großem Auditorium und Festsaal, der das „Kaiserforum“ um das neue Residenzschloss Posen ergänzte und am 18. Januar 1910 eingeweiht wurde.

## Polnische Nachnutzung
Nach dem sog. Friedensvertrag von Versailles fiel Posen 1919 an die Zweite Polnische Republik. Die Königliche Akademie wurde aufgelöst, ihre Einrichtungen übernahm die im Jahr 1919 gegründete Universität Posen.